# Ruta Estatal de Arizona 373
La Ruta Estatal de Arizona 373, y abreviada SR 373 (en inglés: Arizona State Route 373) es una carretera estatal estadounidense ubicada en el estado de Arizona. La carretera inicia en el sur desde Greer hacia el norte en la SR 260     en Eagar. La carretera tiene una longitud de 7,2 km (4.46 mi).

## Mantenimiento
Al igual que las autopistas interestatales, y las rutas federales y el resto de carreteras estatales, la Ruta Estatal de Arizona 373 es administrada y mantenida por el Departamento de Transporte de Arizona por sus siglas en inglés ADOT.